# 일구 (고구려)
일구(逸苟, ?~?)는 고구려에서 비류부장직을 지낸 고구려의 관리이다.

## 생애
동명성왕과 대무신왕을 차례로 섬기며 비류부(沸流部)장직을 지냈다. 관직에 있으면서 백성들의 재산과 첩을 빼앗는 등의 일로 백성들에게 원망을 샀으며 32년에 비류부장직에서 쫓겨났다. 이후 새로 비류부장직에 부임한 추발소(鄒勃素)를 찾아가 용서를 빌었으며 추발소와는 벗의 관계가 되었다.